# Windhaag bei Perg
Windhaag bei Perg is een gemeente in de Oostenrijkse deelstaat Opper-Oostenrijk, gelegen in het district Perg.

## Geografie
Windhaag bei Perg ligt in het noorden van Oostenrijk, in het oosten van de deelstaat Opper-Oostenrijk. Het ligt ten oosten van de stad Linz.
Allerheiligen im Mühlkreis · Arbing · Bad Kreuzen · Baumgartenberg · Dimbach · Grein · Katsdorf · Klam · Langenstein · Luftenberg an der Donau · Mauthausen · Mitterkirchen im Machland · Münzbach · Naarn im Machlande · Pabneukirchen · Perg · Rechberg · Ried in der Riedmark · Saxen · Schwertberg · Sankt Georgen am Walde · Sankt Georgen an der Gusen · Sankt Nikola an der Donau · Sankt Thomas am Blasenstein · Waldhausen im Strudengau · Windhaag bei Perg
- Gemeinsame Normdatei: 4520664-8
- Nationale Bibliotheek van Tsjechië: ge759457
- Virtual International Authority File: 236999527